# Prisăcani, Botoșani
Prisăcani este un sat ce aparține orașului Flămânzi din județul Botoșani, Moldova, România.

## Așezare geografică
Satul Prisăcani este situat în sud-estul județului, în partea de est a teritoriului orașului, la distanță de 7 km de centrul acestuia. Așezat pe malurile Miletinului, într-o zona mai largă a luncii Miletinului, într-un relief specific județului Botosani.

## Obiective notabile
- Biseric Sf. Nicolae, biserica din lemn, construită în jur de 1657

## Transport
- DC47